# لورانس يوجين براندت
لورانس يوجين براندت (بالإنجليزية: Lawrence Eugene Brandt) هو أسقف كاثوليكي ودبلوماسي أمريكي، ولد في 27 مارس 1939 في تشارلستون في الولايات المتحدة.